# Avarua National Stadium
Das Avarua National Stadium ist ein Stadion in Avarua, Rarotonga (Cookinseln).
Das Avarua National Stadium wird hauptsächlich für Fußball- und Rugbyspiele genutzt. Gebaut wurde das Stadion 2002 und hat eine Kapazität von 3.000 Zuschauern. In der Nord-West Seite gibt es eine überdachte Sitzplatztribüne mit einem kleinen Medienbereich.
Unmittelbar benachbart ist das Nikao Field, wo etwa 1000 Zuschauen Platz finden.